# Polluco (Salitral)
Polluco es un centro poblado peruano ubicado en el distrito de Salitral, en la provincia de Morropón del departamento de Piura, al norte del Perú. En el 2017 tenía una población de 254 habitantes según el INEI.